# Andrzej Czarnkowski
Andrzej Czarnkowski herbu Nałęcz III (ur. 1507, zm. 9 lipca 1562 w Czarnkowie) – biskup poznański od 1553, szambelan papieski, prałat-kustosz płocki od 1545, scholastyk krakowski od 1543 i płocki od 1541, kanonik krakowski i poznański od 1540, gnieźnieński od 1531, proboszcz kapitulny gnieźnieński od 1538, proboszcz wielicki, sekretarz królewski Zygmunta I Starego od 1541 roku.

## Życiorys
Był synem kasztelana bydgoskiego Macieja i Katarzyny Opaleńskiej.
Studiował w Niemczech i we Włoszech. W latach 1533–1536 razem ze Stanisławem Hozjuszem w Padwie, gdzie został syndykiem nacji polskiej jurystów.
Był posłem Zygmunta I Starego na sejmik województwa krakowskiego w Proszowicach.
Przebywał w kurii rzymskiej w latach 1537-1541, gdzie będąc szambelanem papieskim reprezentował interesy Polski przy Stolicy Apostolskiej. Jako poseł króla Zygmunta I Starego w 1538 składał papieżowi gratulacje z powodu zawarcia pokoju pomiędzy Francją i Niemcami. Przedstawił wówczas projekt przeznaczenia świętopietrza na cele walki z Turcją.
Wielokrotnie brał udział w misjach dyplomatycznych: w 1540/1541 do króla rzymskiego Ferdynanda I Habsburga, w 1541 na Sejm Rzeszy, w 1550 od Zygmunta II Augusta do Karola V Habsburga, do papieża Juliusza III.
Jako biskup poznański wznosił w swoich majątkach liczne budowle i zakładał ogrody. Zgromadził duży majątek, który posłużył do pomnożenia magnackiej fortuny swoich braci. Zwalczał wpływy innowierców w swojej diecezji. W 1554 udało mu się stłumić propagandę innowierczą w Poznaniu. Powołał wówczas na inkwizytora i kaznodzieję katedralnego dominikanina Pawła Sarbina, za dyspensą papieską powierzając mu miejsce w kapitule. 27 kwietnia 1557 i 13 stycznia 1561 zwołał w Poznaniu dwa synody diecezjalne, które poświęcił obronie interesów kościoła i reformie kleru i wiernych.
Pochowany w katedrze śś. Apostołów Piotra i Pawła w Poznaniu.